# Face the Heat
Face the Heat е дванадесетият студиен албум на германската рок група „Скорпиънс“, издаден на 21 септември 1993 г. от „Мъркюри Рекърдс“ в Съединените американски щати и „Фонограм Рекърдс“ за Европа. Успоредно с търговския успех, който постигат благодарение на албума Crazy World от 1990 г. и сингълът Wind of Change, групата преминава през сериозен вътрешен срив, което води до напускането на басиста Франсис Буххолц. Една от причините за раздялата с него, са и финасови злоупотреби от страна на басиста. След сключено споразумение с останалите музиканти, Франсис Буххолц напуска „Скорпиънс“ в средата на 1992 г., а на негово място в края на същата година е привлечен германецът Ралф Рикерман.
След като напрежението между музикантите утихва, те се съсредоточават върху бъдещия си албум. Записите са направени за една седмица през февруари 1993 г. във Ванкувър, Канада в собственото студио на продуцента Брус Феърбеърн. Групата записва Face the Heat „по старомодния начин“ аналогово и избира по „по-тежки композиции“ без да възпроизведат звука на предшественика си, което предварително рискува проекта да се окаже провал. По-голямата част от песните са написани от Клаус Майне и Рудолф Шенкер, докато Херман Раребел, третият автор на песни в групата след Taken by Force (1977), не е участва в творческия процес, защото губи интерес към писането след Crazy World.
След издаването си, Face the Heat получава различна критика от специализираната преса; някои медии го смятат за успешен заради избора на по-тежки и агресивни композиции, докато други го определят като напълно разочароващ. В общ консенсус, Face the Heat се разглежда „като последният албум от златната ера на групата“, който постига по-ниски позиции в музикалните класации и значително ниски продажби в сравнение с предшественика си. Въпреки това, през 1994 г. „Скорпиънс“ печелят „Световни музикални награди“ като най-продаваният германски изпълнител за 1993 г., а продажбите на албума се оценяват на повече от 1 800 000 копия.
За популяризирането на Face the Heat, са издадени четири сингъла през 1993 г.: Alien Nation, Woman и Under the Same Sun, които влизат в музикалните класации. No Pain No Gain е издаден през февруари 1994 г. в подкрепа на Германския национален отбор по футбол за Световното първенство по футбол през 1994 г. Всички сингли са придружени и от видеоклипове. През септември 1993 г. започват Face the Heat Tour, което им позволява в началото на европейската част за първи път да свирят в България, след това преминават през Северна Америка, Япония, Сингапур и Латинска Америка. Възходът обаче по това врема на алтернативния рок и грънджа, правят концертните изяви на „Скорпиънс“ ограничени в Северна Америка, където хардрок и хевиметъл групите започват да губят своята популярност.

## Описание
През ноември 1990 г. групата издава единадесетия си студиен албум Crazy World, който постига значителен търговски успех и още преди края на 1991 г. е награден с няколко златни, платинени и мултиплатинени сертификати в ралични страни. До февруари 1992 г. продажбите му вече надхвърлят шест милиона копия в света. По същия начин, Wind of Change - един от петте сингъла, издадени за популяризирането на албума, също постига този успех, след като влезе в музикалните класации на 78 страни и до октомври 1991 г. продажбите му са оценени на два и половина милиона копия по целия свят. За да се възползват от тази популярност, две от звукозаписните компании, с които групата работи „Ар Си Ей Рекърдс“ и „И Ем Ай Рекърдс“, издават компилациите Hot & Slow: The Best of the Ballads през 1991 г. и Still Loving You през 1992 г. Последната, съставена предимно от „мощни“ балади, също получава златни и платинени сертификати в различни страни.
Въпреки че „Скорпиънс“ преминават през един от най-успешните си периоди в търговско отношение, личните отношения между отдлените членове на групата преминават в сериозен разрив, който води до напускането на басиста Франсис Буххолц през 1992 г. Дейвид Кребс, бивш мениджър на групата, коментира, че всичко започва през 1983 г. по време на записите на Love at First Sting, след като групата и продуцентът Дитер Диркс решават да се справят без басиста и да го заменят с Джими Бейн, след което работните отношения между Дитер и Франсис се променят към по-лошо. През годините разногласията ескалират, което кара групата да прекрати договорите си с Дитер Диркс и Дейвид Кребс през 1988 г. Преди да започнат втората част в Северна Америка през август 1988 г., като част от промоционалното турне на Savage Amusement, „Скорпиънс“ подписват с компанията на Док Макгий.
Франсис Буххолц, освен басист, отговаря и за бизнес делата на групата и е смятан от другите музиканти за неин изпълнителен директор. Той посочва, че колегите му никога не проявяват интерес да се занимават с подобни проблеми, така че не разбират и не ценят работата му. Поради тази причина при смяната на ръководството, което включва нов екип от юристи и счетоводители, басистът усеща, че музикантите нямат представа какво правят, защото смята, че тези хора нямат достатъчно опит. Барабанистът Херман Раребел казва, че вземат това решение, след като откриват нередности в управлението на парите на групата, особено с представителя пред германския данъчен ревизионен орган. Ситуацията ескалира, когато през лятото на 1992 г., разбират, че парите, инвестирани в Лихтенщайн, изчезват. Отговорните за тази банкова сметка са Франсис Буххолц и счетоводителят по това време.
Франсис Буххолц напуска групата, след като постига споразумение с останалите музиканти и въпреки че списание „Билборд“ съобщава новината на 6 юни 1992 г., причината за напускането му не е оповестена публично. Херман Раребел коментира, че случаят е в процес на съдебно разследване повече от петнадесет години, но не е открита вина, нито се знае какво се случва с парите. От гледна точка на Дейвид Кребс: „Мисля, че групата, третирайки Франсис Буххолц по този начин и засрамвайки го пред света (по отношение на ситуацията, която възниква по време на записите на Love at First Sting), го настрои срещу тях. В крайна сметка затова ги прецака с търговския представител.“ За да заемат позицията му, „Скорпиънс“ наемат Ралф Рикерман, басист роден в Германия с опит в класическата музика, който по това време живее в Лос Анджелис. Новината е публикувана от „Билборд“ на 19 декември 1992 г.

## Записване
Групата планира да си вземе почивка след приключване на турнето Crazy World Tour през декември 1991 г., но се налага да променят това поради аферата с Франсис Буххолц. Според Херман Раребел, те са ангажирани в този проблем около шест месеца и когато напрежението между тях спада, те решават, че е по-разумно да напишат песните за бъдещ албум. В края на 1992 г., шест месеца след началото на творческия процес, групата се среща в домашното студио на китариста Рудолф Шенкер, за да започне предпродукция. Брус Феърбеърн, който е първият продуцент, когото искат за Crazy World, решава да продуцира албума заедно с групата. Херман Раребел казва, че канадецът продължава да проявява интерес да работи с тях, но поради различия в график си, това не се случва. След финализирането на сътрудничеството, групата изпраща на Брус Феърбеърн около 30 песни, които са написани за него, за да избере най-интересните, от които той избира 14.
През февруари 1993 г. групата пътува до Ванкувър, за да запише албума заедно с Брус Феърбеърн. Първоначалният консенсус е, че те искат да „го направят по старомодния начин“, с много отношение и да не повтарят същата формула, която довежда до Wind of Change. Поради тази причина продуцентът предлага всяка песен да бъде изсвирена три пъти и ако на третия път не успеят, тя да бъде премахната. Това помога да се определи звуковото качество на записа; групата иска да звучи „по-тежко, по-грубо и по-грубо“ и да намали дублажа възможно най-много. Предварително те избират класически начин на записване, тоест аналогов, вместо цифров. Според Рудолф Шенкер този метод работи правилно само на винилова плоча. По това време обаче, винилът губи позиции пред компактдиска и звукозаписната компания избира да издаде албума предимно в последния формат. Когато правят това, те трябва да конвертират аналоговия запис в цифров, където качеството на звука се губи, според Рудолф Шенкер, така че те не са доволни от резултата, представен на компактдиска. Китаристът иронизира избора: „Няма много хора, които искат да ядат гурме храна. Те предпочитат бързо хранене.“
Записът отнема една седмица и само някои малки аспекти, свързани с гласа и китарите, трябва да бъдат коригирани по-късно. След като записите са готови, смесването е направено от Ервин Муспер в Хилверсум, Нидерландия, докато обработката е направено от Джордж Марино в Ню Йорк. Face the Heat е първият албум на „Скорпиънс“, записан с басиста Ралф Рикерман и последният с барабаниста Херман Раребел.

## Композиране
Идеята „да се направи по старомодния начин“ също се вижда и в композирането, по-голямата част от песните са написани от Рудолф Шенкер и Клаус Майне. Херман Раребел, който след Taken by Force (1977) е третият композитор на групата, не участва в творческия процес, защото губи интерес към писането след Crazy World. Клаус Майне, като главен текстописец, не иска да си сътрудничи втори път с Джим Валанс, който в предишния албум помага за композирането на 7 от 11 песни. По време на създаването на песните, в средата на 1992 г., Рудолф Шенкер коментира, че са наясно, че музикалната парадигма отново се променя и сега алтернативните рок групи (особено тези в грънджа) привличат вниманието на пазара с текстове, които са по-реалистични и отразяват случващото се в света. Поради тази причина китаристът смята за абсурдно връщането към клишетата, разпространени през 80-те години на 20-и век. Освен това той отбеляза: „Много хора ще приемат, че ще тръгнем по безопасния път на рекламата, с една страхотна балада (в алюзия с Crazy World и Wind of Change). Бяхме като „не, по дяволите!“ „Ние сме рок група и ще ги ударим в лицето.“ Херман Раребел обяснява, че знаят предварително, че правенето на „по-тежък“ и по-малко комерсиален албум, означава постигане на по-ниски продажби в сравнение с Crazy World и дори рискуват да бъде „провал“.
Албумът започва с Alien Nation, хевиметъл песен, „обречена, злонамерена и бавна“ според критика Мартин Попоф. По време на записа ѝ Ралф Рикерман коментира пред музикантите, че барабаните нямат правилен груув, особено в частта, където малкият барабан трябва да прави военен ритъм. След като Брус Феърбеърн преглежда песента, той предлага да запишат отново барабаните с помощта на компютърна програма. Поради тази причина Ралф Рикерман казва, че Alien Nation е единствената песен в албума, в която Херман Раребел не свири на акустични барабани, а това е първият знак, че той вече не иска да остане в групата. No Pain No Gain следва „същото тупване“ на предишната песен, въпреки че в нея „Феърбеър добавя допълнителна нотка на продукция в стиховете“. Според Мартин Попоф „продукцията е брилянтна и силна, особено на барабаните“ и определя Someone to Touch като „нормален и парти рок“. Under the Same Sun е „мощна балада“, написана съвместно от Клаус Майне, Брус Феърбеърн и американският композитор Марк Хъдсън. Според Херман Раребел те се запознават с него чрез продуцента, но за да работят с него трябва да пътуват до Лос Анджелис за един ден. Останалите музиканти обаче не смятат песента за достатъчно добра, но продуцентът се намесва и песента остава. Брус Феърбеърн и Марк Хъдсън участват в песента със задни вокали. Освен това Марк Хъдсън също си сътрудничи в песните No Pain No Gain, Someone to Touch и Nightmare Avenue.
Unholly Alliance е хардрок песен, в която групата се занимава с „разочароващо незадоволителен фънк рок“ според Мартин Попоф, докато Лари Флик от списание „Билборд“ отбеляза, че текстовете ѝ, подобно на тези на Ship of Fools, са „политически натоварени изцепки“. Мартин Попоф отбелязва в рецензията си, че Woman „снизходително трябва да бъде мощна балада, но не е“, където групата се занимава с „тежък хардрок/блус“. Клаус Майне казва: „беше малко рисковано за нас, защото е толкова различно от това, което хората са свикнали да получават от „Скорпиънс“. Но не можехме да пропуснем възможността да пробием нови пътища“. Песента е забележителна със своите „различни китарни текстури“ и с аранжимента, изпълнен от клавирния инструменталист Люк Херцог, който звучи като струнна част. Hate to Be Nice и Taxman Woman са две хардрок песни, в които групата „експериментира със звуците на поп метъла от 90-те и 80-те години“. Ship of Fools следва същата концепция като споменатите, но „се възползва от удара на Раребел във връзка с все още брилянтната продуцентска работа на Феърбеърн.“ В една част от песента има някои високи ноти, изсвирени от сопрано изпълнителката Хелън Донат.
Музиката за Nightmare Avenue е написана от китариста Матиас Ябс, докато текстът е от Клаус Майне с Марк Хъдсън и има ускорен ритъм. В песента има някои женски гласове, които са изпълнени от Риан Гитинс. Албумът завършва с „мощната балада“ Lonely Nights, „типично мрачно произведение с класически текст на Майне и класическа музикална структура на Шенкер“.

## Издаване
Face the Heat е издаден на 21 септември 1993 г. чрез „Мъркюри Рекърдс“ в Съединените американски щати и „Фонограм Рекърдс“ за Европа. Това е последният албум на групата, издаден от „Мъркюри Рекърдс“, защото през април 1993 г. „Полиграм“, компанията „майка“ на „Мъркюри“ и „Фонограм“, съобщава, че прехвърлявсички групи от американския лейбъл на европейския, включително „Скорпиънс“. Въпреки че албумът съдържа единадесет песни, японските, европейските и американските версии включват някои бонус песни. В Япония е добавена Kami O Shin Jiru, акустична песен, включваща бас и „мрачната мощна балада за насилие над деца“ Daddy's Girl. В европейското издание и двете песни са включени, но Kami O Shin Jiru е преименувана на Destin, чийто припев е изпят на френски вместо на японски; стиховете и в двете версии са изпълнени на английски. Американското издание представя кавър версия на (Marie's the Name) His Latest Flame на Дел Шенън, която се появява като скрита песен почти минута след като завършва Lonely Nights.

## Представяне

### Албум
Face the Heat влиза в класациите на няколко страни в Европа и Северна Америка. В Германия той дебютира на 27 септември 1993 г. като №4 и остава в класацията 15 последователни седмици. Последната му поява в класацията, е през седмицата на 10 януари 1994 г. под №71. Във Франция той достига №5 в националната музикална класация и през 1993 г. Националеният синдикат на фонографските издателства го сертифицира като „златен“ за продадени повече от 100 000 копия. До 2018 г. френската компания „Инфодиск“ оценява продажбите на Face the Heat в тази страна на 229 500 единици, без да се отчита стрийминга. В Швейцария той достига №9 на 17 октомври 1993 г. и остава в класацията в продължение на десет седмици. През същата година швейцарският филиал на Международната федерация на фонографската индустрия му присъжда също златен сертификат за надхвърляне на 25 000 продадени копия. По същия начин албумът става „златен“ и в Норвегия, отново за продадени 25 000 копия.
В другите европейски страни, Face the Heat достига №8 във Финландия, №11 в Унгария, №10 в Австрия, №15 в Швеция, №22 в Италия, №34 в Нидерландия и №51 в „Ю Кей Албумс Чарт“ в Обединеното кралство. На 16 октомври 1993 г. той достига №16 в „Топ 100 Албуми“ на общоевропейското списание „Мюзик енд Медия“, благодарение на продажбите си в Германия, Австрия, Белгия, Дания, Финландия, Холандия, Швеция и Швейцария.
В Съединените американски щати Face the Heat достига №24 в „Билборд 200“ и остава в класацията девет седмици. На 9 октомври 1993 г., албумът дебютира под №22 в „Топ 100 Албума“ на списание „Кешбокс“, а това е най-висока позиция, постигната в тази класация. За разлика от предишните им албуми, Face the Heat е първият от повече от десет години, който не е сертифициран от Асоциацията на звукозаписната индустрия в Америка. В Канада изданието достига №34 в „Топ 100 Албума“, докато в Япония достига №29 в японската класация за албуми.
На 25 декември 1993 г. списание „Билборд“ съобщaва, че за десет седмици от излизането му в света са продадени повече от 500 000 копия. Въпреки това „Мюзик енд Медия“ съобщава, че до 6 ноември 1993 г. Face the Heat надхвърля 500 000 продадени бройки само в Европа. До 4 юни 1994 г. продажбите на албума надхвърлят 1 500 000 копия, от които 350 000 са продадени в Германия и 450 000 в Съединените американски щати. Това е и причината, „Скорпиънс“ да спечелят „Световни музикални награди“ като най-продаваният германски изпълнител в света. Според барабаниста Херман Раребел повече от 1 800 000 копия са продадени по целия свят за една година.

### Сингли
За популяризиране на албума първоначално са издадени три сингъла за по-малко от година: Alien Nation, Woman и Under the Same Sun. Първият излиза в продажба на 13 август 1993 г. в макси-сингъл формат и включва редактирана версия на Alien Nation, Unholly Alliance и Rubber Fucker. Rubber Fucker, единствената композиция на Херман Раребел е налична само в това издание и „има интересна, донякъде несериозна песен, вклинена между пънк рок, глем метъл и хевиметъл“. Изборът на Alien Nation като основен сингъл поражда съмнения в групата, защото няма достатъчно елементи, за да бъде пуснат по радио станциите, които основно излъчват музиката по това време. Според Херман Раребел, много станции отказват песента с предтекст, че е „тежка“ за да я включат в програмата си, след като чуват първите няколко такта. Въпреки това, сингълът достига №7 във Франция, №8 в Португалия, №10 в „Мейнстрийм Рок Тракс“ в Съединените американски щати и №27 в Германия.
Woman е издадена в определени страни и според уебсайта на „Скорпиънс“ това се случва на 21 септември 1993 г. Тя достига №1 във Франция и №15 в „Мейнстрийм Рок Тракс“ в Съединените американски щати. На 22 ноември същата година, излиза Under the Same Sun, според Херман Раребел в отговор на изключването на Alien Nation от радио станциите. Сингълът е издаден на 12-инчова винилива плоча и компактдиск, като включва и „ударно изпълнената мелодична рок песен“ Partners in Crime, написана от Рудолф Шенкер и Клаус Майне. Under The Same Sun е „мощна балада“, която постига по-голямо разпространение и достига №16 в „Мейнстрийм Рок Тракс“ в Съединените американски щати, №7 във Франция, №31 в Канада и №99 в Германия. Четвъртият сингъл No Pain No Gain, е пуснат в продажба на 7 февруари 1994 г. с цел да подкрепи Германския националеен футболен отбор на Световното първенство по футбол през 1994 г. Издаването на тази песен се дължи на постигнато споразумение между „Полиграм“ и „Ю Ес Голд“ за включване на някои от песните на техните изпълнители във видеоиграта за Световното първенство по футбол през 1994 г.; от „Скорпиънс“ са добавени No Pain No Gain и Under the Same Sun.
Четирите сингъла включват и видеоклипове. Този за Alien Nation е записан в Ню Йорк през юли 1993 г. и е режисиран от Мат Махурин. През август същата година, този за Under the Same Sun е заснет в Националния парк Уайт Сандс в Ню Мексико, САЩ, режисиран от Питър Кристоферсън и излиза на 20 септември. През февруари 1994 г. записват музикалния видеоклип към Woman, който включва Карина Ломбард като вампир и Джон Корбет като „обсадената жертва“. На 30 юли 1994 г., е потвърдено създаването на видеоклипа към No Pain No Gain, който включва монтаж на изображения от концерт на живо на групата, мачове на Германския национален футболен отбор и видео играта World Cup USA '94.

### Концертно турне
Концертното турне Face the Heat Tour започва на 14 септември 1993 г. на стадион „Неа Смирни“ в Атина, Гърция. Европейската част се провежда до ноември същата година и е насочена само към страните от континентална Европа, от които се открояват първите им концерти в България, Полша, Румъния и Турция. По време на тези изяви, Дъф Маккаган излиза на сцената като подгряващ изпълнител, който представя дебютния си албум Believe in Me. Датите през 1993 г. приключват на 15 ноември в Каен, Франция.
На 24 януари 1994 г. в Токио, Япония започва втората част от турнето, чиято азиатска част има само четири концерта, включително първото посещение в Сингапур. По-късно, от 19 февруари, те започват първата поредица от концерти в Съединените американски щати, с „Кингс Екс“ като откриваща група. След това, между края на март и първите дни на април, те правят първото си турне в Латинска Америка с общо 8 концерта в 5 държави, преди да се върнат в Северна Америка през юни. В този последен етап те имат „Пуур“ като подгряващ изпълнител и излизат на сцените в театри, амфитеатри и конгресни центрове в няколко града в Съединените американски щати и три в Канада. След повече от 20 концерта, турнето завършва на 20 юли 1994 г. в Сънрайз, Флорида. Според Мартин Попоф турнето Face the Heat е по-ограничено от предишните, особено във втората серия в Съединените американски  щати (юни-юли 1994 г.), поради ниската популярност на хардрок и хевиметъл групите по това време на този пазар. Част от записите на живо по време на турнето са включени в концертния албум от 1995 г. Live Bites.

## Коментари на критиците
Face the Heat получава смесени отзиви от специализираната преса при издаването си, както и по-късно в други различни съвременни оценки. Списание „Билборд“ го нарича един от акцентите на седмицата от 2 октомври 1993 г., коментирайки: „Тук няма изненади, само безмилостна рокендрол енергия.“ Също така за първия сингъл, Alien Nation, списанието отбелязва: „Останалата част от пакета е толкова последователна, че почти всяка песен ще бъде последваща, включително баладите Under the Same Sun, Woman и Lonely Nights, които са подготвени за тежка ротация в поп радио и видео издания.“ „(...) групата хвърля поглед през рамо, спомняйки си, очевидно, откъде идва“ и се връща „към по-буйните корени на „Скорпиънс““ и „за щастие оставяйки зад себе си лака и гладкостта на последните записи“. Той отбелязва работата на продуцента Брус Феърбеърн и песните Alien Nation, Under the Same Sun и Unholly Alliance, защото те „са напомняния за това какво мощна музикална група, която „Скорпиънс“ могат да бъдат“. Европейското списание „Мюзик енд Медия“ отбелязва, че албумът е „също толкова силен и закачлив както винаги“ и „Никой не знае как го правят, но тези германците все пак успяват да запазят върховата си позиция в рокендрола след повече от 20 години.“ В публикацията се и препоръчва без колебание пускането на всичките 13 песни от Face the Heat.
Скот Ивазаки от американския вестник „Дезърт Нюз“ отбеляза, че албумът „е пълен с проницателни аранжименти, смесени с хапливи текстове, които отразяват мрачно и зловещо общество“, и звуково той бележи завръщането на групата към нейния „солиден хевиметъл“. Кристен Кнудсен в рецензията си за „Мичигън Дейли“ подчертава текстовете на песните, защото демонстрират колко лош е светът. Въпреки това, той критикува „липса на мелодични куки, които отличаваха предишните химни на групата“ и „обикновеното повторение на старата хардрок формула“, което прави Face the Heat „не лош албум, просто не са го направили страхотен“.
Бари Вебер от сайта „Олмюзик“ го намира за „доста незадоволителен“, тъй като вместо „фокусиране върху мелодични мелодии“, те се фокусират върху „шумен метъл и разбиващи стъклото писъци, а не върху обичайните класически и емоционални звуци, които „Скорпиънс“ са поставили в предишните си албуми.“ Едуардо Ривадавия, в своя списък с албуми на групата, подредени от най-лошия до най-добрия за „Ултимейт Класик Рок“, поставя Face the Heat на 13-то място. В рецензията си той го нарича „безупречен“, „донякъде подценен“ и че „се изгуби сред комерсиалните разсейвания на алтернативния рок“. В подобна рецензия, Малкълм Доум от „Класик Рок“ го класира на 15-то място и оценява, че групата търси съвременните тенденции, за да се впише в случващото се, но за разлика от предишните им албуми, „този е наистина завладяващ“. В допълнение, той отличава Брус Феърбеърн за това, че „извежда по-ярката страна на групата, без да се отървава от ударите с чук, които те могат да нанесат“ към песните Alien Nation и Under the Same Sun, защото те „имаха класа и дълбочина“.
Сюзан М. Бургуан в книгата си „Съвременни музиканти: том 12“ коментира, че „Face the Heat изстреля групата в друг етап на музикално разнообразие.“ Сайтът „Поп Мастърс“, в преглед на компилацията Bad for Good: The Very Best of Scorpions, отбелязва, че „Face the Heat, подобно на Savage Amusement, беше голям сред публиката на албумно-ориентирания рок, но не и с някой друг.“ Критикът Мартин Попоф посочва, че този албум слага край на „златната ера на групата“ и виновните може да са няколко. Сред тях той подчертават входа към „смущаващата зона“ на „писането на песни, които не е необходимо да бъдат написани“; „краят на класическата формация“ след напускането на Буххолц през 1992 г.; нулевият интерес към писане от Раребел или участието на Феърбеърн, който се намесва твърде много в корпоративни проблеми, като например включване на външни композитори (Марк Хъдсън) - „целувката на смъртта за доверието в групата, въпреки търговския успех“.

## Списък на песните

### Основно издание
1. Alien Nation (Рудолф Шенкер, Клаус Майне) - 5:44
2. No Pain No Gain (Рудолф Шенкер, Клаус Майне, Марк Хъдсън) - 3:55
3. Someone to Touch (Рудолф Шенкер, Клаус Майне, Марк Хъдсън) - 4:28
4. Under the Same Sun (Марк Хъдсън, Клаус Майне, Брус Феърбеърн) - 4:52
5. Unholy Alliance (Рудолф Шенкер, Клаус Майне) - 5:16
6. Woman (Рудолф Шенкер, Клаус Майне) - 5:56
7. Hate to Be Nice (Рудолф Шенкер, Клаус Майне) - 3:33
8. Taxman Woman (Рудолф Шенкер, Клаус Майне) - 4:30
9. Ship of Fools (Рудолф Шенкер, Клаус Майне) - 4:15
10. Nightmare Avenue (Матиас Ябс, Клаус Майне, Марк Хъдсън) - 3:54
11. Lonely Nights (Рудолф Шенкер, Клаус Майне) - 4:44

Бонус песни в японското издание
1. Kami O Shin Juru (Рудолф Шенкер, Клаус Майне) - 3:50
2. Daddy's Girl (Рудолф Шенкер, Клаус Майне) - 4:17

Бонус песни в европейското издание
1. Destin (Рудолф Шенкер, Клаус Майне) - 3:17
2. Daddy's Girl (Рудолф Шенкер, Клаус Майне) - 4:17

Бонус песни в американското издание
1. (Marie's the Name) His Latest Flame (Док Помус, Морт Шуман) - 2:21

## Състав
| - Клаус Майне - вокали и задни вокали - Рудолф Шенкер - ритъм и тежки китари, акустични китари, задни вокали - Матиас Ябс - ритъм и тежки китари, акустични китари, плъзгащи китари, джаз китари - Ралф Рикерман - бас - Херман Раребел - барабани и ударни Гост музиканти - Джон Уебстър - клавиши - Лук Херцог - допълнителни клавиши на Woman и Lonely Nights - Брус Феърбеърн - аранжимент на всички песни и задни вокали на Under the Same Sun - Пол Лейн - задни вокали на всички песни - Марк ЛоуФранс - задни вокали на всички песни - Марк Хъдсън - задни вокали на Under the Same Sun - Холен Донат - оперни вокали на Ship of Fools - Риян Гитинс - женски вокали на Nightmare Avenue Източник на информацията: Задната обложка на Face the Heat. | - Брус Феърбеърн и „Скорпиънс“ - продукция - Майк Плотников и Ервин Муспер - звуково инженерство - Джордж Марино - смесване - Майкъл Бейс - графичен директор - „А3“ - дизайн на обложката - Док Макгий - управление - Ванел Хич и Ричард Евънс - фотография - „Дейвс енд Стар“ - индивидуални снимки - Джо Гирон - дизайн на задната обложката |

## Позиция в класациите
| Класация                             | Най-висока позиция | Източник |         |
| 1993 г.                              | 1993 г.            | 1993 г.  | 1993 г. |
| ------------------------------------ | ------------------ | -------- | ------- |
| Австрия                              | 12                 | [ 47 ]   |         |
| Великобритания („Ю Кей Албумс Чарт“) | 51                 | [ 51 ]   |         |
| Германия                             | 4                  | [ 38 ]   |         |
| Европа („Топ 100 Албуми“)            | 16                 | [ 52 ]   |         |
| Италия                               | 22                 | [ 49 ]   |         |
| Канада                               | 34                 | [ 56 ]   |         |
| Нидерландия                          | 34                 | [ 50 ]   |         |
| САЩ („Билборд 200“)                  | 24                 | [ 53 ]   |         |
| САЩ („Кеш Бокс Топ 100 Албуми“)      | 22                 | [ 54 ]   |         |
| Унгария                              | 11                 | [ 46 ]   |         |
| Финландия                            | 7                  | [ 45 ]   |         |
| Франция                              | 5                  | [ 39 ]   |         |
| Швеция                               | 15                 | [ 48 ]   |         |
| Швейцария                            | 9                  | [ 42 ]   |         |
| Япония                               | 29                 | [ 49 ]   |         |

| Класация | Най-висока позиция | Източник |         |
| 1993 г.  | 1993 г.            | 1993 г.  | 1993 г. |
| -------- | ------------------ | -------- | ------- |
| Германия | 66                 | [ 92 ]   |         |
| Италия   | 109                | [ 93 ]   |         |
| Франция  | 81                 | [ 94 ]   |         |

### Седмични класации сингли
| Сингъл             | Класация                     | Най-висока позиция | Източник |
| 1993 г.            | 1993 г.                      | 1993 г.            | 1993 г.  |
| ------------------ | ---------------------------- | ------------------ | -------- |
| Alien Nation       | Германия                     | 27                 | [ 64 ]   |
| Alien Nation       | Португалия                   | 8                  | [ 62 ]   |
| Alien Nation       | Франция                      | 7                  | [ 61 ]   |
| Alien Nation       | САЩ („Мейнстрийм Рок Тракс“) | 10                 | [ 63 ]   |
| Woman              | САЩ („Мейнстрийм Рок Тракс“) | 15                 | [ 63 ]   |
| 1994 г.            |                              |                    |          |
| Woman              | Франция                      | 1                  | [ 61 ]   |
| Under the Same Sun | Германия                     | 99                 | [ 69 ]   |
| Under the Same Sun | Канада                       | 31                 | [ 68 ]   |
| Under the Same Sun | Франция                      | 14                 | [ 67 ]   |
| Under the Same Sun | САЩ („Мейнстрийм Рок Тракс“) | 16                 | [ 63 ]   |

## Сертификати
| Държава   | Сертифициращ орган                                            | Сертификат | Сертифицирани продажби | Източник |
| --------- | ------------------------------------------------------------- | ---------- | ---------------------- | -------- |
| Норвегия  | Националения синдикат на фонографските издателства - Норвегия | Златен     | 25 000                 | [ 44 ]   |
| Франция   | Националения синдикат на фонографските издателства            | Златен     | 100 000                | [ 40 ]   |
| Швейцария | Международна федерация на фонографската индустрия - Швейцария | Златен     | 25 000                 | [ 43 ]   |

## Цитати
1. ↑  1991 - The Years of the Scorpions //   Music and Media. p. Последната страница. Посетен на 2023-06-13. (на английски)
2. ↑  GERMAN HEAVY METAL ACTS RECEIVING MORE LIGHTWEIGHT SUPPORT WORLDWIDE (PDF) //  Artists & Music.   Billboard, 1992-02-29. Посетен на 2023-06-13. (на английски)
3. ↑  Brasseler, Jana-Sophie. Scorpions: Wind of Change //   abendblatt.de, 2009-10-02. Посетен на 2023-06-16. (на немски)
4. ↑  Bakker, Machgiel. Strong Winds Change UK Radio's Look At Scorpions Single (PDF) //   Music and Media, 1991-10-19. p. 5. Посетен на 2023-06-13. (на английски)
5. ↑  Hot & Slow: The Best of the Ballads //  DISCOGRAPHY.   the-scorpions.com. Посетен на 2023-06-13. (на английски)
6. ↑  ALBUM DETAILS Still Loving You //  Discography.   the-scorpions.com. Посетен на 2023-06-13. (на английски)
7. ↑  Presented to Klaus Meine for outstanding achievements //   specials.dw.  Архивиран от оригинала на 2022-11-15. Посетен на 2023-06-13. (на английски)
8. 1 2  Popoff 2016, с. 153.
9. ↑  SYRJALA, HUOVILA, MARKO, JARNO. Francis Buchholz ex-Scorpions //   metal-rules.com, 2007-01-15.  Архивиран от оригинала на 2016-03-05. Посетен на 2020-02-11. (на английски)
10. ↑  Popoff 2016, с. 158.
11. ↑  Popoff 2016, с. 133.
12. ↑  GEIT, STEVE. Scorpions To Head `Savage' Tour (PDF) //  Talent.   Billboard, 1988-08-13. Посетен на 2023-06-13. (на английски)
13. 1 2 3  Popoff 2016, с. 155.
14. ↑  Popoff 2016, с. 157 – 158.
15. ↑  Popoff 2016, с. 157.
16. ↑  Duffy, Thom. Native Americans Find Larger Voice; Courting Barry Melton; Jeffreys Jaunt (PDF) //  Artists & Music.   Billboard, 1992-06-06. (на английски)
17. ↑  Popoff 2016, с. 158 – 159.
18. ↑  Popoff 2016, с. 153 – 154.
19. ↑  Newman, Melinda. McCartney's New Deal Getting Off Ground; Drumming Up Funds For Porcaro Family (PDF) //  Artists & Music.   Billboard, 1992-12-19. (на английски)
20. 1 2 3 4 5  Popoff 2016, с. 159.
21. 1 2 3 4 5 6  Popoff 2016, с. 160.
22. ↑  Yacovelle, Jess. Interview with "Scorpions" Bassist Ralph Rieckermann //   finehomesandliving.com, 2020-01-11. Посетен на 2023-06-13. (на английски)
23. ↑  Popoff 2016, с. 154 – 155.
24. ↑  Popoff 2016, с. 165 – 166.
25. 1 2 3 4 5 6 7  Scorpions – Face The Heat //  Scorpions.   discogs.com. Посетен на 2023-06-13. (на английски)
26. ↑  Popoff 2016, с. 153 и 161.
27. 1 2 3 4  Popoff 2016, с. 162.
28. ↑  Popoff 2016, с. 159 – 160.
29. ↑  Popoff 2016, с. 160 – 161.
30. 1 2 3 4 5  Popoff 2016, с. 163.
31. ↑  FLICK, LARRY. Scorpions Haven't Lost Their Sting (PDF) //  Artists & Music.   Billboard, 1993-10-09. p. 14. Посетен на 2023-06-14. (на английски)
32. ↑  Flick, Larry. SCORPIONS //  Artists & Music.   Billboard, 1993-10-09. Посетен на 2023-06-14. (на английски)
33. ↑  Popoff 2016, с. 163 – 164.
34. ↑  Popoff 2016, с. 164.
35. ↑  ALBUM DETAILS Face the Heat //  Discography.   the-scorpions.com. Посетен на 2020-02-11. (на английски)
36. ↑  PRIDE, DOMINIC. Phonogram Germany Moves To Hamburg (PDF) //  International.   Billboard, 1993-04-10. (на английски)
37. 1 2 3  Popoff 2016, с. 165.
38. 1 2  Scorpions Face The Heat Album //   offiziellecharts.de. Посетен на 2023-06-14. (на немски)
39. 1 2  Le Détail des Albums de chaque Artiste //   infodisc.fr. Посетен на 2023-06-14. Вие трябва да изберете SCORPIONS от падащото меню (на френски)
40. 1 2  Les Certifications depuis 1973 //   infodisc.fr. Посетен на 2023-06-14. Вие трябва да изберете SCORPIONS от падащото меню (на френски)
41. ↑  Les Meilleures Ventes de CD / Albums "Tout Temps" //   infodisc.fr. Посетен на 2023-06-14. (на френски)
42. 1 2  Scorpions – Face The Heat //   hitparade.ch. Посетен на 2023-06-14. (на английски)
43. 1 2  Die Datenbank enthält alle Edelmetallauszeichnungen seit 1989. //   hitparade.ch. Посетен на 2023-06-15. (на английски)
44. 1 2  Trofeer //   ifpi.no.  Архивиран от оригинала на 2011-05-10. Посетен на 2023-06-14. Вие трябва да напишете Scorpions в Søk artist i trofélister
45. 1 2  Pennanen 2021, с. 229.
46. 1 2  Archívum › Kereső - előadó/cím szerint //  Album Top 40 slágerlista.   slagerlistak.hu. Посетен на 2023-06-15. Вие трябва да Напишете SCORPIONS в Előadó/cím: (на унгарски)
47. 1 2  Scorpions - Face The Heat //   austriancharts.at. Посетен на 2023-06-15. (на немски)
48. 1 2  SCORPIONS - FACE THE HEAT (ALBUM) //   swedishcharts.com. Посетен на 2023-06-15. (на английски)
49. 1 2 3 4  FACE THE HEAT //  Discography 1993-2007.   rockdetector.com.  Архивиран от оригинала на 2007-12-30. Посетен на 2023-06-15. (на английски)
50. 1 2  Scorpions - Face The Heat //   dutchcharts.nl. Посетен на 2023-06-15. (на английски)
51. 1 2  face the heat //   officialcharts.com. Посетен на 2023-06-15. (на английски)
52. 1 2  EUROPEAN TOP 100 ALBUMS (PDF) //   Music and Media, 1993-10-16. p. 20. Посетен на 2023-06-16. (на английски)
53. 1 2  Chart History Scorpions The Billboard 200 //   billboard.com. Посетен на 2023-06-16. (на английски)
54. 1 2  TOP 100 POP ALBUMS (PDF) //  CASH SOX CHARTS.   Cash Box, 1993-10-09. Посетен на 2023-06-16. (на английски)
55. 1 2 3 4 5 6 7 8 9 10  Popoff 2016, с. 166.
56. 1 2  Top Albums/CDs - Volume 58, No. 15, October 23 1993 (PDF) //   RPM, 1993-10-23.  Архивиран от оригинала на 2014-12-18. Посетен на 2023-06-16. (на английски)
57. ↑  SCORPIONS (PDF) //   Billboard, 1993-12-25. Посетен на 2023-06-16. (на английски)
58. ↑  EUROPEAN TOP 100 ALBUMS (PDF) //   Music and Media, 1993-11-06. p. 16. Посетен на 2023-06-16. (на английски)
59. ↑  SCORPIONS World's Best-Selling German Recording-Artists of the Year (PDF) //  The World Music Awards.   Billboard, 1994-06-04. p. 73. Посетен на 2023-06-16. (на английски)
60. ↑  Scorpions – Alien Nation //  Scorpions.   discogs.com. Посетен на 2023-06-14. (на английски)
61. 1 2 3 4  Song artist 514 - The Scorpions //   tsort.info. Посетен на 2023-06-14. (на английски)
62. 1 2  TOP 10 SALES IN EUROPE (pdf) //   Music and Media, 1993-10-30. p. 18. Посетен на 2023-06-14. (на английски)
63. 1 2 3 4 5 6  Scorpions Mainstream Rock Airplay //  Chart History.   billboard.com. Посетен на 2023-06-14. (на английски)
64. 1 2  Scorpions Alien Nation Single //   offiziellecharts.de. Посетен на 2023-06-14. (на немски)
65. ↑  Woman //  DISCOGRAPHY.   the-scorpions.com. Посетен на 2023-06-14. (на английски)
66. ↑  Under The Same Sun //  DISCOGRAPHY.   the-scorpions.com. Посетен на 2023-06-14. (на английски)
67. 1 2  Accès direct à ces Artistes //   infodisc.fr. Посетен на 2023-06-14. Вие трябва да изберете SCORPIONS от падащото меню (на френски)
68. 1 2  Canada's Only National 100 Hit Tracks Survey (PDF) //   RPM, 1994-03-21. Посетен на 2023-06-14. (на английски)
69. 1 2  Scorpions Under The Same Sun Single //   offiziellecharts.de. Посетен на 2023-06-14. (на немски)
70. ↑  No Pain No Gain //  DISCOGRAPHY.   the-scorpions.com. Посетен на 2023-06-14. (на английски)
71. ↑  GILLEN, MARILYN. Game, Music Vid Tie Into World Cup (PDF) //  The Enter*Active File.   Billboard, 1994-06-25. Посетен на 2023-06-14. (на английски)
72. ↑  GILLEN, MARILYN. Game, Music Vid Tie Into World Cup (PDF) //  The Enter*Active File.   Billboard, 1994-06-25. Посетен на 2023-06-14. (на английски)
73. ↑  PRODUCTION NOTES (PDF) //  Music Video.   Billboard, 1993-07-17. Посетен на 2023-06-14. (на английски)
74. ↑  Augusto, Troy. Cash Box WEST COAST (PDF) //  INDUSTRY BUZZ.   Cash Box, 1993-08-28. Посетен на 2023-06-14. (на английски)
75. ↑  RUSSELL, DEBORAH. PRODUCTION NOTES (PDF) //  Music Video.   Billboard, 1994-02-19. Посетен на 2023-06-14. (на английски)
76. ↑  Fitzpatrick, Eileen. Games (PDF) //   Billboard, 1994-07-30. Посетен на 2023-06-14. (на английски)
77. 1 2 3 4  Face the Heat Tour //  Live.   the-scorpions.com, 2023-06-13. (на английски)
78. 1 2  Weber, Barry. Face the Heat Scorpions //  Scorpions.   allmusic.com. Посетен на 2023-06-14. (на английски)
79. ↑  Popoff 2005, с. 387.
80. ↑  Larkin 2006, с. 1976.
81. ↑  Scröwe, Andreas. Scorpions - Face the Heat //   metal-hammer.de, 1993-10. Посетен на 2023-06-15. (на немски)
82. ↑  Kupfer, Thomas. SCORPIONS Face The Heat //   rockhard.de, 1993-09-24. Посетен на 2023-06-15. (на немски)
83. ↑  PAUL VERNA, CHRIS MORRIS, AND EDWARD MORRIS. SCORPIONS Face The Heat (PDF) //  Album Reviews.   Billboard, 1993-10-02. (на английски)
84. ↑  Augusto, Troy. PICK OF THE WEEK (PDF) //  POP ALBUMS.   Cash Box, 1993-10-09. (на английски)
85. ↑  SCORPIONS Face The Heat (PDF) //  Loud & Proud Releases.   Music and Media, 1993-10-23. p. 21. (на английски)
86. ↑  Iwasaki, Scott. Scorpions, "Face the Heat" (pdf) //   Deseret News, 1993-11-93. Посетен на 2023-11-16. (на английски)
87. ↑  Knudsen, Kristen. Scorpions Face The Heat (pdf) //  Records.   The Michigan Daily, 1993-11-17. Посетен на 2023-11-16. (на английски)
88. ↑  Rivadavia, Eduardo. Scorpions Albums Ranked Worst to Best //   ultimateclassicrock.com, 2015-09-18. Посетен на 2023-06-14. (на английски)
89. ↑  Dome, Malcolm. Every Scorpions album ranked from worst to best //  Classic Rock.   loudersound.com, 2022-05-11. Посетен на 2023-06-14. (на английски)
90. ↑  Bourgoin 1994, с. 226.
91. ↑  PopMatters Staff. Scorpions: Bad For Good: The Very Best of Scorpions //   popmatters.com, 2002-10-15. Посетен на 2023-06-14. (на английски)
92. ↑  Top 100 Album-Jahrescharts //  Offizielle Deutsche Charts.   offiziellecharts.de. Посетен на 2023-06-15. (на немски)
93. ↑  1993: Altri Albums //   hitparadeitalia.it. Посетен на 2023-06-16. (на италиански)
94. ↑  Les Albums (CD) de 1993 par InfoDisc //   infodisc.fr. Посетен на 2023-06-16. (на френски)